# Адорнетто, Александра
Александра Адорнетто (англ. Alexandra Adornetto), настоящее имя Александра Грейс (англ. Alexandra Grace); род. 18 апреля 1994, Мельбурн) — австралийская писательница, автор литературных произведений для детей и подростков.

## Биография
Александра Эмили Грейс родилась и выросла в Мельбурне (штат Виктория) в семье педагогов.
В возрасте 13 лет, она написала свой дебютный роман «Вор теней», позднее выросший в трилогию «Странные приключения». Прототипами главных героев стали сама Александра и её кузен.  В 2010 году вышел роман Адорнетто  «Нимб», первый в её писательской карьере, вышедший за пределы Австралии. «Нимб» также дал старт одноимённую трилогии, рассказывающей историю   ангелов, сошедших с небес и защищающих человечество от наступления тёмных сил ада.
В настоящее время она живёт на две страны   США и Австралию, продолжая обучение в  Миссисипском университете и свою литературную деятельность.

## Личная жизнь
Увлекается богословием, кантри-музыкой, актёрским мастерством и пением.

### Странные приключения
- 2007 —  Вор теней / The Shadow Thief
- 2008 —  Цирк Лампо / The Lampo Circus
- 2009 —  Аркада  Ван Гобстоппера / Von Gobstopper's Arcade

### Нимб
- 2010 —  Нимб / Halo
- 2011 —  Аид / Hades
- 2012 —  Небеса / Heaven

### Дом с привидениями
- 2014 —  Дом с привидениями / Ghost House
- 2016 —  Стоны / Lament
- 2017 —  Преследуемый / Haunted